# 君士坦丁六世
君士坦丁六世（Kōnstantinos VI，771年1月14日—802年）是一位拜占庭帝国皇帝（776—797年在位）。776年，年仅5岁的君士坦丁六世与其父亲利奥四世共同执政。780年，利奥四世去世，君士坦丁六世成为唯一皇帝，其母亲雅典的伊琳娜担任摄政。在伊琳娜摄政期间，召开了第二次尼西亚公会议，会议恢复圣像崇拜。当君士坦丁六世成年后，其母亲伊琳娜仍然想拥有最高权力。但是在790年10月，军队宣布只承认君士坦丁六世为唯一的最高统治者，逮捕了伊琳娜。但是792年君士坦丁六世赦免了其母亲并再次使其成为共治皇帝。由于君士坦丁六世在对外战争中屡屡失利，其支持者对其感到极大失望。同时君士坦丁六世残酷镇压异己，甚至对之前的支持者也不放过。795年，他与玛利亚（Maria）离婚，迎娶宫女赛奥多特（Theodote），引起了教会的极大不满。
797年8月15日，其母亲雅典的伊琳娜令人将其在寝宫中刺瞎双目，将其废黜。